# 藤堂真衣
藤堂真衣（日语：／ Tōdō Mai，1985年8月17日—），日本女性配音員。出身於福島縣。B型血。

## 人物簡介
影像藝術學院畢業，2011年12月以前原屬青二Production（見習生），2012年3月起現在是賢Production所屬。
興趣和特長有音樂鑑賞、打撞球。

## 演出作品
※粗體字表示說明飾演的主要角色。

### 電視動畫
2008年
- 鬼太郎  (第5作)（50回轉的粉絲）
- 交響情人夢 巴黎篇（小孩1）
- 魔法使的條件 ～夏日天空～（巴士女乘客）

2009年
- 咲-Saki-（永森和子、室橋裕子）
- GA 藝術科美術設計班（3年級）
- 守護甜心!! 心跳（投手）
- 續 夏目友人帳（犬顏）
- 夢色蛋糕師（飴屋老師）

2010年
- 玩伴貓耳娘（空姐、女僕兵）
- 火影忍者疾風傳（少女）
- 大小姐×執事！（女僕）

2011年
- 異國迷宮的十字路口 The Animation（小孩2、母親）
- Suite 光之美少女♪（少年）
- 輕鬆百合（船見麻理的母親）

2012年
- 聖誕之吻SS+ plus（黑澤典子的朋友A）
- 聖靈家族 -La storia della Arcana Famiglia-（女人、Gli Amanti）
- 白熊咖啡廳（客人）
- 來自新世界（青沼瞬〈12歳〉[3]、X）
- 李洛克的青春全力忍傳（電話語音、老奶奶、里民、大嬸、換金係的大嬸、列的大嬸、小孩、演員、學生、親人、店長、情侶女性、店員）
- BTOOM！（北條美沙子）
- BRAVE10（小孩）

2013年
- 銀河機攻隊 莊嚴皇子（露拉·張、伊莉娜[4]）
- 紙箱戰機WARS（凡妮莎·佳亞）
- 花牌情緣2（佐佐鈴香）
- 李洛克的青春全力忍傳（店內廣播[注 1]、店內的人、主婦）
- 名偵探柯南（目撃者）

2014年
- 咲-Saki- 全國篇（室橋裕子）
- Pac World（日语：パックワールド）（印奇）
- 未來卡片 戰鬥夥伴（奈米機器忍者月影、霧雨正雪、朽繩照美、雜魚山健太、羽田玉子、所長）

2015年
- 未來卡片 戰鬥夥伴100（奈米機器忍者月影、雜魚山健太、羽田玉子）

2016年
- 未來卡片 戰鬥夥伴DDD（奈米機器忍者月影、霧雨正雪、羽田玉子）

2017年
- CHAOS;CHILD（主播）
- 未來卡片 戰鬥夥伴X（奈米機器忍者月影／逆天忍者月影、霧雨正雪）

2018年
- 罪人與龍共舞（斯特拉托斯）

2019年
- 偶像活動 on Parade！（學生、小孩、店裡的偶像、小島心）
- PSYCHO-PASS 3（阿迪爾·菲洛茲）

2023年
- 咒術迴戰 懷玉·玉折 / 澀谷事變（教師）

2025年
- 終究，與你相戀。（透吾〈幼年〉）
- 終末起點（塔比莎·黑斯特亞、卡提斯·格雷妲）
- 神椿市建設中。（庫格爾[5]）
- 新吊帶襪天使（妻子）

### OVA
2010年
- 文學少女 回憶篇II -漫舞天使的鎮魂曲-（女學生）

2014年
- 輕鬆百合 暑假時光！+（船見麻理的母親）

### 電影動畫
2009年
- ONE PIECE FILM 強者天下

2012年
- 給小桃的信

### 網路動畫
2012年
- NEXT A-Class
- 神奇寶貝超不可思議的迷宮-（日语：ポケモン不思議のダンジョン マグナゲートと∞迷宮） SP影片介紹（哥德小姐）

### 遊戲
2009年
- 時空幻境 世界傳奇 閃耀神話2（日语：テイルズ オブ ザ ワールド レディアント マイソロジー2）（勇者們的聲音）
- HimeHibi -New Princess Days!! -續！二學期-（學生 等）

2010年
- 女神Online（オージャナ）
- 皇家新娘 稜鏡物語（日语：マリッジロワイヤル）
- 夢色蛋糕師 My Sweets☆Cooking（飴屋老師）

2011年
- 第七龍神2020（ミヤ）
- 聖靈家族 -La storia della Arcana Famiglia-（Gli Amanti）
- 戰場女武神3 -Unrecorded Chronicles-（艾卡·湯普森）
- 時空幻境 世界傳奇 閃耀神話3（日语：テイルズ オブ ザ ワールド レディアント マイソロジー3）（勇者們的聲音）

2013年
- 第七龍神2020-II（ミヤ）
- SNOW BOUND LAND（日语：SNOW BOUND LAND）（娜塔莉雅[6]）
- 紙箱戰機WARS（日暮真尋、凡妮莎·佳亞）

2015年
- SWEET CLOWN ～午前三時的怪異小丑～（[7]）
- 未來卡片 戰鬥夥伴 友情的爆熱對決！（奈米機器忍者月影）

2017年
- 永恆綠洲（日语：Ever Oasis 精霊とタネビトの蜃気楼）

2024年
- 無期迷途（肖恩）

### 廣播劇CD
- 光在地球之時……[注 2]
- 七龍傳說2020&2020-II 廣播劇CD（ミヤ）
- 10 Count（植田）
- （愛司〈幼少期〉、誠司〈幼少期〉）

### 外語配音
※作品依英文名稱及英文原名排序。

#### 電影
- 女拳霸（少年時期的Mangmoom "Moom"）
- 太陽劇團：奇幻世界（英语：Cirque du Soleil: Worlds Away）（Mia／Kà Cast Member〈Erica Linz 主演〉）
- 海盜電台（Marianne〈Talulah Riley 飾演〉）

#### 電視影集
- 奇異果女孩
- 華麗的挑戰 (台灣電視劇)

### 廣播節目
※記號表示說明網路廣播。
- 松野太紀的Cafe Blue Mountain 2（助理主持人，超！A&G+：2008年8月4日－10月27日）※
- （大阪放送：2011年8月5日－2012年1月27日）
- 藤堂真衣的（超！A&G+：2012年10月）※[8][9]

### 其它
- TANTRA Voice Drama Kathana IV 前奏曲（ガルーダ）
- 聲優對談

## 腳註

## 外部連結
- 賢Production公式官網的聲優簡介 （页面存档备份，存于） （日語）
- （日語）－藤堂真衣的官方個人部落格。
- 藤堂真衣的X（前Twitter） （日語）